# Lista planetelor minore: 276001–277000
Aceasta este lista planetelor minore cu numerele 276001–277000.

## 276001–276100
| Denumire | Denumire provizorie | Data descoperirii | Locul descoperirii | Descoperitor(i)            |
| -------- | ------------------- | ----------------- | ------------------ | -------------------------- |
| 276001 – | 2001 XJ228          | 15 decembrie 2001 | Socorro            | LINEAR                     |
| 276013 – | 2001 YM91           | 17 decembrie 2001 | Palomar            | NEAT                       |
| 276015 – | 2001 YW120          | 20 decembrie 2001 | Kitt Peak          | Spacewatch                 |
| 276018 – | 2002 AD7            | 9 ianuarie 2002   | Cima Ekar          | Asiago-DLR Asteroid Survey |
| 276019 – | 2002 AF13           | 11 ianuarie 2002  | Campo Imperatore   | CINEOS                     |
| 276020 – | 2002 AX13           | 12 ianuarie 2002  | Desert Eagle       | W. K. Y. Yeung             |
| 276021 – | 2002 AA23           | 5 ianuarie 2002   | Haleakala          | NEAT                       |
| 276022 – | 2002 AZ27           | 7 ianuarie 2002   | Anderson Mesa      | LONEOS                     |
| 276033   | 2002 AJ129          | 15 ianuarie 2002  | Haleakala          | NEAT                       |
| 276034 – | 2002 AA130          | 15 ianuarie 2002  | Kingsnake          | J. V. McClusky             |
| 276079 – | 2002 CV263          | 7 februarie 2002  | Kitt Peak          | M. W. Buie                 |

## 276101–276200
| Denumire | Denumire provizorie | Data descoperirii  | Locul descoperirii | Descoperitor(i)     |
| -------- | ------------------- | ------------------ | ------------------ | ------------------- |
| 276112 – | 2002 GP10           | 8 aprilie 2002     | Bergisch Gladbach  | W. Bickel           |
| 276183 – | 2002 PX160          | 8 august 2002      | Palomar            | S. F. Hönig         |
| 276192 – | 2002 PT195          | 6 septembrie 2008* | Mount Lemmon       | Mount Lemmon Survey |

## 276201–276300
| Denumire | Denumire provizorie | Data descoperirii  | Locul descoperirii | Descoperitor(i)        |
| -------- | ------------------- | ------------------ | ------------------ | ---------------------- |
| 276201 – | 2002 QD57           | 17 august 2002     | Palomar            | A. Lowe                |
| 276243 – | 2002 RG117          | 7 septembrie 2002  | Ondřejov           | P. Pravec, P. Kušnirák |
| 276257 – | 2002 RH242          | 13 septembrie 2002 | Palomar            | R. Matson              |

## 276301–276400
| Denumire | Denumire provizorie | Data descoperirii | Locul descoperirii | Descoperitor(i)             |
| -------- | ------------------- | ----------------- | ------------------ | --------------------------- |
| 276305 – | 2002 TB140          | 13 octombrie 2002 | Powell             | Powell                      |
| 276336 – | 2002 TY305          | 4 octombrie 2002  | Apache Point       | SDSS                        |
| 276353 – | 2002 UY20           | 28 octombrie 2002 | Kvistaberg         | Uppsala-DLR Asteroid Survey |
| 276361 – | 2002 VG5            | 5 noiembrie 2002  | Wrightwood         | J. W. Young                 |
| 276380 – | 2002 VS127          | 11 noiembrie 2002 | Goodricke-Pigott   | R. A. Tucker                |

## 276401–276500
| Denumire | Denumire provizorie | Data descoperirii | Locul descoperirii | Descoperitor(i) |
| -------- | ------------------- | ----------------- | ------------------ | --------------- |
| 276451 – | 2003 FH24           | 23 martie 2003    | Catalina           | CSS             |
| 276466 – | 2003 HY5            | 22 aprilie 2003   | Goodricke-Pigott   | J. W. Kessel    |
| 276485 – | 2003 OR20           | 31 iulie 2003     | Reedy Creek        | J. Broughton    |
| 276496 – | 2003 QU27           | 23 august 2003    | Kleť               | Kleť            |

## 276501–276600
| Denumire | Denumire provizorie | Data descoperirii  | Locul descoperirii | Descoperitor(i) |
| -------- | ------------------- | ------------------ | ------------------ | --------------- |
| 276504 – | 2003 QW67           | 24 august 2003     | Črni Vrh           | Črni Vrh        |
| 276507 – | 2003 QT73           | 26 august 2003     | Črni Vrh           | H. Mikuž        |
| 276568 – | 2003 ST217          | 27 septembrie 2003 | Linz               | Linz            |

## 276601–276700
| Denumire        | Denumire provizorie | Data descoperirii | Locul descoperirii | Descoperitor(i)       |
| --------------- | ------------------- | ----------------- | ------------------ | --------------------- |
| 276681 Loremaes | 2003 YT24           | 18 decembrie 2003 | Uccle              | T. Pauwels, P. De Cat |
| 276691 –        | 2003 YU107          | 25 decembrie 2003 | Piszkéstető        | K. Sárneczky          |

## 276701–276800
| Denumire            | Denumire provizorie | Data descoperirii | Locul descoperirii | Descoperitor(i) |
| ------------------- | ------------------- | ----------------- | ------------------ | --------------- |
| 276775 –            | 2004 HS48           | 22 aprilie 2004   | Siding Spring      | SSS             |
| 276781 Montchaibeux | 2004 JW16           | 11 mai 2004       | Vicques            | M. Ory          |

## 276801–276900
| Denumire | Denumire provizorie | Data descoperirii  | Locul descoperirii | Descoperitor(i) |
| -------- | ------------------- | ------------------ | ------------------ | --------------- |
| 276838 – | 2004 RP13           | 6 septembrie 2004  | Needville          | Needville       |
| 276891 – | 2004 RH340          | 15 septembrie 2004 | Mauna Kea          | D. J. Tholen    |

## 276901–277000
| Denumire      | Denumire provizorie | Data descoperirii  | Locul descoperirii | Descoperitor(i) |
| ------------- | ------------------- | ------------------ | ------------------ | --------------- |
| 276903 –      | 2004 SC26           | 22 septembrie 2004 | Three Buttes       | Three Buttes    |
| 276975 Heller | 2004 VU69           | 11 noiembrie 2004  | Piszkéstető        | K. Sárneczky    |